# Gran pentaquis dodecaedro
En geometría, el gran pentakis dodecaedro es un poliedro no convexo isoedral.
Es el dual del uniform pequeño dodecaedro truncado estrellado. Las caras pentágonoal pasan cerca del centro en el poliedro uniforme, lo que hace que este dual sea muy "puntiagudo". Tiene 60 caras isosceles triangle que se cruzan. Parte de cada triángulo se encuentra dentro del sólido, por lo que es invisible en los modelos sólidos.

## Proporciones

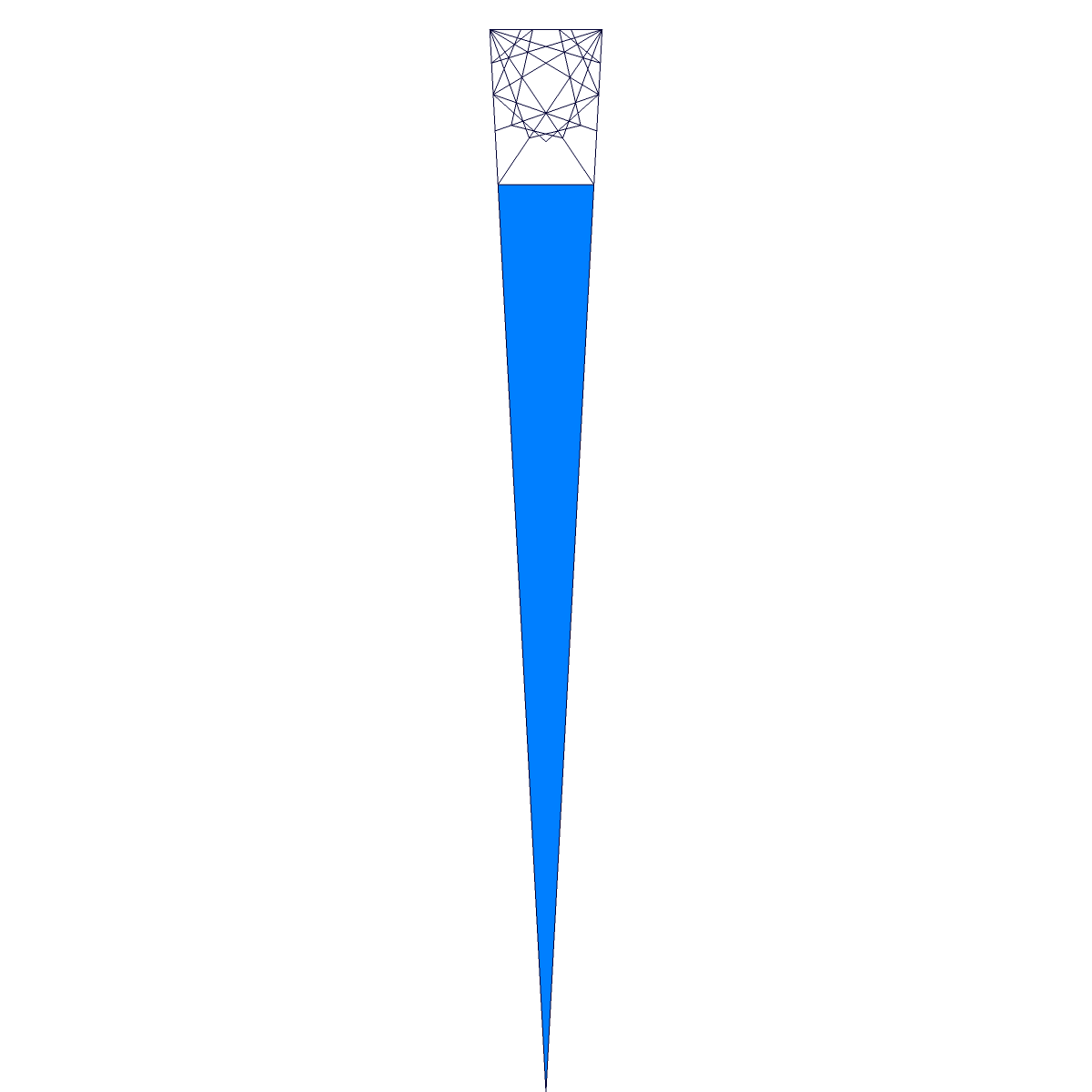
Forma de las caras

Los triángulos tienen un ángulo muy agudo de {\displaystyle \arccos({\frac {1}{10}}+{\frac {2}{5}}{\sqrt {5}})\approx 6.051\,689\,017\,91^{\circ }} y dos de {\displaystyle \arccos({\frac {1}{2}}-{\frac {1}{5}}{\sqrt {5}})\approx 86.974\,155\,491\,04^{\circ }}. Su ángulo diedro es igual a {\displaystyle \arccos({\frac {-24+5{\sqrt {5}}}{41}})\approx 108.220\,490\,680\,83^{\circ }}.